# Sint-Theresiakerk (Trooz)

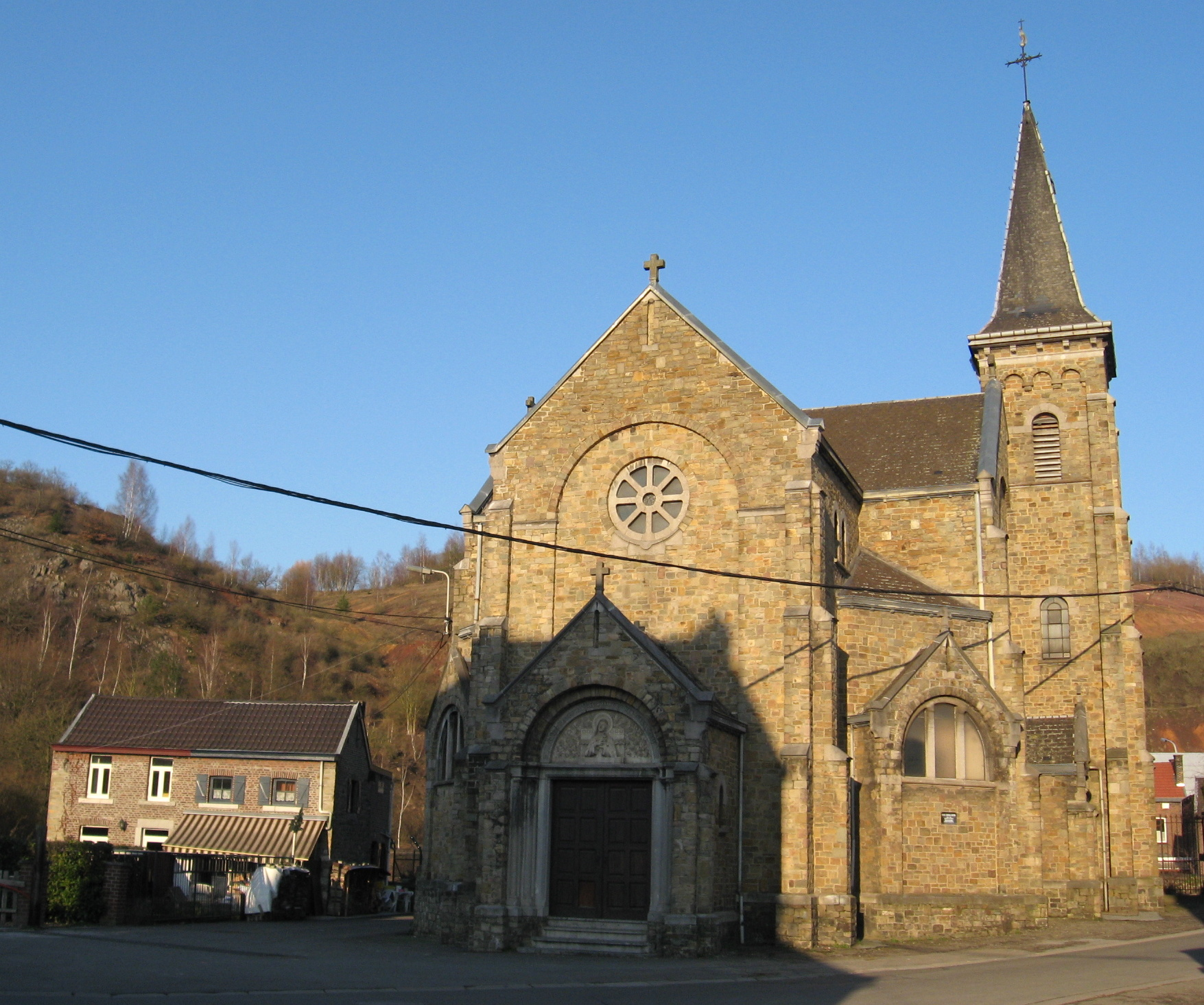
Sint-Theresiakerk

De Sint-Theresiakerk (Église Sainte-Thérèse) is een hulpkerk van de parochie van Prayon, gelegen in de tot de Belgische gemeente Trooz behorende buurtschap La Brouck.
Deze kerk werd gebouwd in 1923 naar ontwerp van G. Henricot. Het is een kruiskerk in neoromaanse stijl, gebouwd in natuursteenblokken. De kerk heeft een voorgebouwde toren en een zijingang met timpaan.